# Sveta Anastazija (otok)
Sveta Anastazija (bug. остров св. Анастасия, ranije Boljševik) je mali bugarski otok u Crnom moru. Otok je opskrbljen električnom energijom i pitkom vodom. 

## Etimologija
Ime je dobio po nekadašnjem samostanu Svete Anastazije koji se nalazio na njemu. Samostan je postojao od srednjeg vijeka, a pregrađivan je tijekom 18.-19. stoljeća. Napušten je od 1923. godine, kada je otok pretvoren u zatvor.

## Geografija
Nalazi se u Burgaskom zaljevu, 1.5 km od obale u blizini Černomoreca. Najviši vrh otoka je na 12 metara nadmorske visine, a prostire se na površini od jednog hektara. Otok je građen od vulkanskih stijena. To je jedini naseljeni otok uz bugarsku obalu Crnog mora.

## Povijest
Godine 1925. skupina od 43 politička zatvorenika (komunista i antifašista), predvođena Teoharom Bakardžijeviom, pobunila se i pobjegla s otoka, nakon čega su pobjegli u Sovjetski Savez . U njihovu čast, otok je preimenovan u Boljševički otok kada su komunisti došli na vlast 1945. godine. Bugarski filmski redatelj Rangel Valčanov temeljio je svoj film iz 1958. Na malom otoku (bug. "На малкия остров") na ovom događaju.
Bugarski tjednik Factor iz Burgasa izvijestio je 2006. da je čelnik Pokreta za prava i slobode, Ahmed Dogan, posjetio otok i izrazio želju da ga privatizira. Međutim, Bugarska pravoslavna crkva, koja tvrdi da je otok njezino vlasništvo, usprotivila se.

## Turizam
Danas se na otoku osim samostana s crkvom nalazi i svjetionik, muzej, restoran, mala riva, konferencijska dvorana i dva pansiona s ukupno pet soba na raspolaganju turistima. Ljeti je do otoka moguće doći iz Burgasa putem brodskih usluga koje prometuju više puta dnevno.

## Vanjske poveznice
|  | Zajednički poslužitelj ima još gradiva o temi Sveta Anastazija (otok) |

- Službena turistička stranica otoka  Arhivirana inačica izvorne stranice od 25. prosinca 2019. (Wayback Machine)
- Petrinski, Ivan. 2008. Zdravi kreposti pazyat ostrovnite obiteli; Kazashki pir otbelyazva kraya na obitavaneto na o. Sveti Ivan. Istinskata istoriya na Balgariya (bugarski). Ciela. Sofia. str. 111–124. ISBN 978-954-28-0286-0